# Nicolas Seiwald
Nicolas Seiwald (ur. 4 maja 2001 w Kuchlu) – austriacki piłkarz, występujący na pozycji pomocnika w niemieckim klubie RB Leipzig oraz w reprezentacji Austrii.

## Statystyki

### Klubowe
Na podstawie:
| Klub              | Sezonów | Liga       | Liga  | Liga   | Puchar krajowy | Puchar krajowy | Kontynentalne | Kontynentalne | Suma  | Suma   |
| Klub              | Sezonów | Liga       | Mecze | Bramki | Mecze          | Bramki         | Mecze         | Bramki        | Mecze | Bramki |
| ----------------- | ------- | ---------- | ----- | ------ | -------------- | -------------- | ------------- | ------------- | ----- | ------ |
| FC Liefering      | 3       | 2. Liga    | 37    | 5      | 0              | 0              | –             | –             | 37    | 5      |
| Red Bull Salzburg | 3       | Bundesliga | 78    | 3      | 12             | 1              | 28            | 4             | 118   | 8      |
| RB Leipzig        | 1       | Bundesliga | 5     | 0      | 2              | 0              | 4             | 0             | 11    | 0      |
|                   | Łącznie | Łącznie    | 120   | 8      | 14             | 1              | 32            | 3             | 166   | 13     |

### Reprezentacyjne
Na podstawie:
| Występy i gole w reprezentacji | Występy i gole w reprezentacji | Występy i gole w reprezentacji | Występy i gole w reprezentacji | Występy i gole w reprezentacji | Występy i gole w reprezentacji | Występy i gole w reprezentacji | Występy i gole w reprezentacji | Występy i gole w reprezentacji |
| Lp.                            | Data                           | Miasto                         | Przeciwnik                     | Wynik                          | Czas                           | Gole                           | Inne                           | Rozgrywki                      |
| ------------------------------ | ------------------------------ | ------------------------------ | ------------------------------ | ------------------------------ | ------------------------------ | ------------------------------ | ------------------------------ | ------------------------------ |
| 1.                             | 12.11.2021                     | Klagenfurt am Wörthersee       | Izrael                         | 4:2 (0:1)                      | 1'–90'                         |                                |                                | Eliminacje MŚ 2022             |
| 2.                             | 15.11.2021                     | Klagenfurt am Wörthersee       | Mołdawia                       | 4:1 (2:0)                      | 1'–72'                         |                                |                                | Eliminacje MŚ 2022             |
| 3.                             | 24.03.2022                     | Cardiff                        | Walia                          | 1:2 (0:1)                      | 1'–90'                         |                                |                                | Baraże MŚ 2022                 |
| 4.                             | 03.06.2022                     | Osijek                         | Chorwacja                      | 3:0 (1:0)                      | 46'–90'                        |                                |                                | Liga Narodów UEFA              |
| 5.                             | 06.06.2022                     | Wiedeń                         | Dania                          | 1:2 (0:1)                      | 1'–90'                         |                                |                                | Liga Narodów UEFA              |
| 6.                             | 10.06.2022                     | Wiedeń                         | Francja                        | 1:1 (1:0)                      | 1'–90'                         |                                | 17'                            | Liga Narodów UEFA              |
| 7.                             | 13.06.2022                     | Kopenhaga                      | Dania                          | 0:2 (0:2)                      | 1'–90'                         |                                |                                | Liga Narodów UEFA              |
| 8.                             | 22.09.2022                     | Saint-Denis                    | Francja                        | 0:2 (0:0)                      | 1'–90'                         |                                |                                | Liga Narodów UEFA              |
| 9.                             | 25.09.2022                     | Wiedeń                         | Chorwacja                      | 1:3 (1:1)                      | 1'–90'                         |                                |                                | Liga Narodów UEFA              |
| 10.                            | 20.11.2022                     | Wiedeń                         | Włochy                         | 2:0 (2:0)                      | 1'–90'                         |                                | 12'                            | mecz towarzyski                |
| 11.                            | 24.03.2023                     | Linz                           | Azerbejdżan                    | 4:1 (2:0)                      | 1'–90'                         |                                |                                | Eliminacje EURO 2024           |
| 12.                            | 27.03.2023                     | Linz                           | Estonia                        | 2:1 (0:1)                      | 1'–90'                         |                                |                                | Eliminacje EURO 2024           |
| 13.                            | 17.06.2023                     | Bruksela                       | Belgia                         | 1:1 (1:0)                      | 1'–90'                         |                                |                                | Eliminacje EURO 2024           |
| 14.                            | 20.06.2023                     | Wiedeń                         | Szwecja                        | 2:0 (0:0)                      | 1'–90'                         |                                |                                | Eliminacje EURO 2024           |
| 15.                            | 07.09.2023                     | Linz                           | Mołdawia                       | 1:1 (0:1)                      | 1'–90'                         |                                |                                | mecz towarzyski                |
| 16.                            | 12.09.2023                     | Solna                          | Szwecja                        | 3:1 (0:0)                      | 1'–90'                         |                                |                                | Eliminacje EURO 2024           |
| 17.                            | 13.10.2023                     | Wiedeń                         | Belgia                         | 2:3 (0:1)                      | 1'–90'                         |                                | 40'                            | Eliminacje EURO 2024           |
| 18.                            | 16.10.2023                     | Baku                           | Azerbejdżan                    | 1:0 (0:0)                      | 1'–90'                         |                                |                                | Eliminacje EURO 2024           |
| 19.                            | 16.11.2023                     | Tallin                         | Estonia                        | 2:0 (2:0)                      | 1'–90'                         |                                |                                | Eliminacje EURO 2024           |
| 20.                            | 21.11.2023                     | Wiedeń                         | Niemcy                         | 2:0 (1:0)                      | 1'–90'                         |                                |                                | mecz towarzyski                |

## Sukcesy
Na podstawie:

### Klubowe
Z RB Salzburg:
- Mistrz Austrii 2020/21, 2021/22, 2022/23
- Puchar Austrii 2020/21, 2021/22

Z RB Lipsk:
- Superpuchar Niemiec 2023/24

### Indywidualne
- Zawodnik roku ligi austriackiej 2022/23